# Battle 1917
Battle 1917 est un jeu vidéo de type wargame créé par Mark Lucas et publié par Cases Computer Simulations en 1983 sur ZX Spectrum. Le jeu se déroule pendant la Première Guerre mondiale. Deux joueurs s'affrontent sur un plateau composé de 21x32 cases carrées. Chaque joueur dispose de 29 unités, incluant des unités d'infanterie, de cavalerie, de chars d'assaut et d'artillerie ainsi qu'un roi. L'objectif des joueurs est de capturer le roi adverse,. Les unités sont regroupées par groupe de quatre. Le jeu se déroule au tour par tour et à chaque tour, les joueurs déplacent leurs groupes d'unités individuellement, en évitant les champs de mines et les lacs qui parsèment le champ de bataille,. À chaque tour ils peuvent également faire tirer leurs pièces d'artillerie, dans la même direction et à la même portée,. En 1983, le jeu permet à Mark Lucas de gagner le Cambridge Award du meilleur jeu sur ZX Spectrum lors d'un concours organisé par l'éditeur Cases Computer Simulations et le magazine Sinclair User,.

## Accueil
| Battle 1917           |      |       |
| Média                 | Pays | Notes |
| Crash                 | GB   | 63 %  |
| Home Computing Weekly | GB   | 4/5   |